# Orchestina pavesii
Orchestina pavesii là một loài nhện trong họ Oonopidae.
Loài này thuộc chi Orchestina. Orchestina pavesii được Eugène Simon miêu tả năm 1873.